# Марија Терезија
Марија Терезија (Беч, 13. мај 1717 — Беч, 29. новембар 1780) била је једини женски владар хабзбуршких поседа и последњи члан династије Хабзбург. Владала је као надвојвоткиња Аустрије, краљица Угарске, Чешке, Хрватске, Славоније, Галиције и Лодомерије, као војвоткиња Мантове, Милана, Парме, Пјаченце и Гвастале и као владарка Аустријске Низоземске и бројних грофовија. Браком је била царица Светог римског царства немачког народа, немачка краљица, велика војвоткиња Тоскане и кратко војвоткиња Лотарингије.

## Почетак владавине
Постала је владарка након смрти свога оца, цара Карла VI, у октобру 1740. године. Отац јој је Прагматичком санкцијом из 1713. године омогућио да наследи његове територије које су се иначе могле наслеђивати само по мушкој линији и од стране мушкараца. По његовој смрти Саксонија, Пруска, Баварска и Француска, које су Карлу VI обећале да ће подржати Марију Терезију при наслеђивању његових круна, повукле су своја обећања. Пруска је напала Аустрију, што је изазвало осам година дуг сукоб познат као Рат за аустријско наслеђе.
Марија Терезија је подстицала и спроводила разноврсне и многобројне реформе уз помоћ својих министара. Реформисала је образовање и финансирање, подстицала трговину и развој пољопривреде, што је значајно ојачало Аустрију. Ипак, није допустила верску толеранцију, а путописци из 18. вијека њен су режим сматрали нетолерантним и празноверним. За владавину Марије Терезије својствена су апсолутистичка и централистичка настојања повезана с германизацијом. Одузела је језуитима школске послове и цензуру. С друге стране, тортуру и парнице против вештица ставила је под своју контролу, што је убрзо довело и до коначне ликвидације тог средњовјековног крвавог наслеђа. Настојала је под притиском новога доба спречити прекомерно искоришћавање кметова, одређујући максимум њихових обавеза према господарима, тако да феудалац није више смио да тражи од својих поданика намет према властитом нахођењу, већ је морао да се држи урбара Марије Терезије. Увела је општу школску обавезу, тако да су сва деца од 6 до 14 година морала ићи у школу. Подстицала је развој мануфактура у Аустрији.
Иако се од ње очекивало да власт препусти мужу Францу I, а касније сину Јозефу, који су формално били њени савладари у Аустрији и Чешкој, Марија Терезија је била апсолутни владар својих поседа. Критиковала је и није одобравала многе Јозефове одлуке. Опирала се подјели Пољске, али је била присиљена одобрити је. Имала је шеснаесторо дјеце међу којима су били француска краљица, напуљска краљица, парманска војвоткиња, и два цара Светог римског царства. Марија Терезија није поседовала интелект својих синова, али су је ипак карактерисале особине цијењене код монарха: добродушност, разумност, одлучност, те, најважније од свега, спремност да призна своју грешку и менталну супериорност својих савјетника. Као млада владарка која је морала водити два династичка рата, веровала је да њен интерес мора бити интерес њених поданика; као искусна владарка схватила је да интерес њених поданика мора бити њен интерес.
Од њене деце синови Јозеф II и Леополд II били су непосредни наследници престола, а кћи Марија Антоанета завршила је под гиљотином као жена француског краља Луја XVI.

## Детињство
Друго, али најстарије преживело дете Карла VI, цара Светог римског царства, и Елизабете Кристине од Брауншвајг-Волфенбитела, Марија Терезија се родила рано у јутро 13. маја 1717. године, недуго након смрти свога јединог брата Леополда. Рођење женског детета изазвало је велико разочарење код цара и становника Беча. Истога дана крштена је као Марија Терезија Валпурга Амалија Кристина. Описи њеног крштења истичу да је новорођенче имало предност над својим рођакама, Маријом Јозефом и Маријом Амалијом, кћеркама Карловог старијег брата и претходника Јозефа I, што је потврђивало да ће царева новорођена кћерка преузети место престолонаследнице, иако је цар Карло VI са својим братом и оцем потписао споразум којим је обећао да ће предност при наслеђивању, у случају изумирања мушке линије, имати кћерке Карловог старијег брата Јозефа.
Марија Терезија је личила на своју мајку и млађу сестру, Марију Ану. Била је крупна и снажна, крупних плавих очију, свијетле косе и широких уста.

## Питање наследства
Династија Хабзбург, која је још у 17. веку бројала много чланова, била је у опасности од изумирања у тренутку рођења Марије Терезије. Њен отац је био посљедњи мушки члан династије Хабзбург, чији је старији (шпански) огранак изумро 1700. године. Међутим, Карлу син није био потребан само да би спасио династију; хабзбуршки поседи су се равнали према салијском закону који је спречавао жене и потомке у женској линији да наслиједе пријесто. Цар Карло VI је стога четири године пре рођења Марије Терезије издао Прагматичку санкцију, којом је желео да осигура престо својој најстаријој кћери у случају изумирања лозе по мушкој линији. Женској лози је наслеђивање хрватског трона било дозвољено већ 1712. године. Већина европских држава признала је ваљаност санкције и право Марије Терезије на трон, али неке ће повући своју одлуку након Карлове смрти.
У младости, Марија Терезија је уживала у певању и стреличарству. Отац јој је бранио јахање, али је научила основе за потребе свог крунисања у Угарској. Царева породица је уживала у извођењу опера, укључујући и Марију Терезију. Образовали су је језуити. Њено познавање латинског језика било је сматрано добрим, али њено образовање је генерално било лоше. Слабо образовање имало је за последицу недостатак манира и формалног говора којима су се одликовали њени претходници. Наиме, говорила је, а често и писала, бечким немачким који су говориле њене дворјанке и слушкиње. Развила је близак однос с грофицом Маријом Каролином фон Фукс-Молард, која ју је учила бонтону. Иако је провео целу своју владавину трудећи се да осигура својој кћерки хабзбуршки престо, цар Карло VI се до краја живота надао да ће добити сина и никада није припремио Марију Терезију за улогу владара.

## Брак
Питање брака Марије Терезије било је од изузетне важности. Од избора њеног мужа зависило је која ће династија наследити династију Хабзбург. Њен први вереник био је лотариншки принц Клемент, који је требало да дође на царски двор 1723. године. Уместо Клемента, на двор су стигле вијести о његовој смрти од великих богиња. Клементов старији брат, принц Франц Стефан, био је позван на царски двор, али цар је и даље разматрао друге могућности, попут удаје кћери за Карла, млађег сина шпанског краља Филипа V и његове утицајне супруге Елизабете, пре него што је објавио веридбу Марије Терезије и Франц Стефана.

„Она је врло поносна принцеза која очеве губитке сматра и својим губицима. Она уздише и жуди за својим лотариншким војводом цели дан и целу ноћ. Ако спава, спава да би га сањала, а ако се пробуди, пробуди се да би говорила о њему са својом дворјанком.”

Записи британског амбасадора.
Дана 12. фебруара 1736. године удала за лотариншког војводу Франца Стефана, који је од своје петнаесте године живео на двору цара Карла VI. Франц Стефан је пристао да по венчању војводство Лотарингију замени за велико војводство Тоскану, које је требало да добије после смрти последњег члана династије Медичи, како би се постигла равнотежа у Европи након Рата за пољско насљеђе. За разлику од многих особа свога времена, Марија Терезија је уистину била заљубљена у свога супружника, али брак је патио због Францове невере.
Марија Терезија је постала велика војвоткиња Тоскане 9. јула 1737. године када је њен муж наследио то велико војводство. Следеће године, по отпусту Франца из војске, цар Карло VI послао је кћерку и зета у Фиренцу како би тријумфално ушли у град. У Фиренци су остали кратко, пошто их је Карло VI убрзо позвао назад, бојећи се да не умре док је његова престолонаследница миљама далеко. У лето исте године, Аустрија је трпела поразе током Руско-турског рата. Османлије су повратиле територије који је Аустрија добила у Србији, Влашкој и Босни. Становништво Беча се бунило против рата због његове скупоће, а Франц Стефан је био презиран.

## Долазак на власт
Цар Карло VI умро је 20. октобра 1740. године у Бечу. Верује се да је умро од тровања гљивама. Оставио је Аустрију у тешком стању. Државна благајна била је празна због недавног рата с Османлијама и Рата за пољско наслеђе. Војску је чинило само 80.000 војника, од којих већина није била плаћена месецима, али ипак била изузетно верна и одана Марији Терезији као свом новом суверену.
Марија Терезија се, као нови монарх, нашла у тешкој ситуацији. Није знала довољно о државничким пословима и није била свесна слабости очевих министара. Одлучила је да послуша очев савет да задржи његове саветнике, а остатак послова повери мужу којег је сматрала искуснијим. Обје одлуке, иако разумљиве, ће се показати лошим. Десет година касније, Марија Терезија се, пишући свој Политички тестамент, огорчено присећала околности под којима је наследила очеве круне:
Нашла сам се без новца, непризната, без војске, искуства и властитог знања, те на крају и без иједног саветника, будући да је сваки од њих у почетку желио чекати и видети како ће се ствари развијати.
Прво исказивање ауторитета нове владарке представљао је формално признавање њене власти од стране аустријских земаља 22. новембра 1740. године. Био је то детаљно испланиран јавни догађај који је служио као формално признање Марије Терезије као законитог владара Аустрије. Истог дана је у Хофбургу положена заклетва на верност Марији Терезији. За краља Чешке крунисана је 25. јуна 1741. године у Катедрали светог Мартина, традиционалном месту крунисања чешких монарха.
Нова владарка није рачунала на то да би остале европске земље могле покушати заузети њену територију. Одмах је започела себи да прибавља царску титулу. Пошто је, као жену, нису могли изабрати за цара Светог римског царства, трудила се да осигура царско престоље мужу, којег је већ била учинила својим званичним савладаром у Аустрији и Чешкој 21. новембра 1740. године. Највећа претња овом плану заузимања царског престола, као и њеним наслеђеним крунама, био је баварски војвода Карло Алберт, муж њене старије рођаке Марије Амалије.

## Рат за аустријско наслеђе
„Као што већ знате, она гаји велику мржњу према Француској и с том нацијом јој је најтеже бити у миру, али обуздава ове осјећаје осим када сматра да би јој користило исказивање истих. Презире Ваше величанство, али признаје Ваше способности. Не може заборавити губитак Шлеске ни престати жалити за војницима које је изгубила у рату с Вама.”

Писмо пруског амбасадора пруском краљу Фридриху II.
Фридрих II, краљ Пруске, чији је отац признао Прагматичку санкцију, уверавао је Марију Терезију да су његове намере у потпуности часне. Њеном мужу Францу је чак написао писмо којим му је обећао свој глас при бирању цара. У децембру је послао изасланике у Беч са захтевом да му Марија Терезија препусти Шлеску, рудама богату аустријску територију која се граничила с Пруском. Марија Терезија је одбила без размишљања. Пруска је до тада већ била заузела Шлеску (Шлезију). Велика Британија је Марији Терезији понудила 12.000 војника у случају да сви мировни преговори пропадну. Аустријске трупе које су се борила против пруске војске бројале су 6.000 војника, а предводио их је генерал Максимилијан Улиз Броун.
Будући да је Аустрији фалило искусних војних команданата, Марија Терезија је ослободила маршала Вилхелма Рајнхарда фон Ниперга, којег је њен отац затворио због његовог слабог учинка у рату с Османлијама. Ниперг је преузео команду над аустријском војском у марту. Уз подршку краљице Марије Терезије барон Франц Тренк оснива 1741. године Тренкове пандуре. Аустријанци су претрпели велики пораз априла исте године. Француска је за то време планирала уништавање аустријске државе и подјелу њене територије између Пруске, Баварске, Саксоније и Шпаније. Беч је био у паници пошто ниједан од савјетника Марије Терезије није очекивао да ће их Француска издати. Џорџ II, краљ Велике Британије, и сам Франц молили су Марију Терезију да преговара с Пруском, на што је она невољно пристала. Британски краљ је понудио Глогов, Свјебођин и Гринберг, за шта Марија Терезија није знала. Фридрих је одбио ову понуду и ушао у алијансу с Француском у јуну.
До јула су пропали сви покушаји да се спречи рат. Морис Саксонски је већ био прешао Рајну и ушао у Свето римско царство, а Саксонија је напустила Аустрију и придружила се Француској. Палатинат се удружио с Келном и Баварском, а британски краљ Џорџ II је свој Брауншвајг-Линебург прогласио неутралним.
Марија Терезија се крунисала за угарског краља 25. јуна 1741. године након неколико месеци проведених у преговорима с угарским племством и учења јахања које је било потребно за церемонију. Како би задовољила оне који су њен женски пол сматрали највећом препреком владању, Марија Терезија је носила титуле мушког рода. Тако је званично била надвојвода Аустрије (а не надвојвоткиња), краљ Угарске (а не краљица) и краљ Чешке (а не краљица). Ниједан писац из 18. века није овакву употребу титула назвао непримереном или немогућом. Дана 26. октобра исте године, баварски војвода Карло Алберт је освојио Праг и прогласио се краљем Чешке. Продао је пруском краљу Фридриху II грофовију Глац по сниженој цени у замену за његов глас при изборима за цара, те је био изабран за цара Светог римског царства 24. јануара 1742. године. Истог дана војска Марије Терезије је заузела Минхен, царев главни град. Дана 11. јуна 1742. године у Берлину је потписан споразум којим је окончан сукоб Аустрије и Пруске. Француске трупе су напустиле Чешку у зиму исте године. Дана 12. маја 1743. године Марија Терезија се крунисала за краља Чешке у Катедрали светог Вита.
Планови Француске су пропали када је Карло Алберт умро у јануару 1745. године. Французи су прегазили Аустријску Холандију у мају, а 13. септембра Франц је изабран за цара Светог римског царства, те је Марија Терезија тако постала царица. Пруска је признала Франца за цара, а Марија Терезија је признала губитак Шлеске у децембру 1745. године. Рат се наставио још три године, а окончан је споразумом 1748. године којим је поново признат аустријски губитак Шлеске, а Марија Терезија је још морала предати Парму.

## Седмогодишњи рат
Фридрихов напад на Саксонију у августу 1756. године започео је Седмогодишњи рат. Марија Терезија је планирала да у рату поврати изгубљену територију Шлеске. Марија Терезија је ушла у савез с Француском и Русијом, а команду над својом војском препустила је Максимилијану Брауну. Након једне непресудне битке 1756. године заменила га је својим девером и зетом (братом свога мужа и удовцем своје сестре), лотариншким принцом Карлом Александром. Следећа битка је представљала велику побједу Аустрије.
Марија Терезија је отворено жалила за губицима француске војске 1758. године. Аустрија, потпомогнута Русијом, је добијала битке све док, 1762. године, није умрла руска царица Јелисавета, која је, као и царица Марија Терезија, била велики непријатељ пруског краља Фридриха II. Њена смрт је позната као "чудо породице Бранденбург" јер је спасила Фридрихову династију; њен сестрић и наследник, цар Петар III Романов, се дивио Фридриху и поништио одлуке своје тетке везане за рат, те укинуо руску подршку Марији Терезији. Пруска је након тога избацила Аустријанце из Саксоније и Французе из Хесен-Касела. Пошто је сада постала оправдана опасност да Фридрих нападне Аустрију и Француску, обе државе су се предале. Док је Француска изгубила велики број својих америчких колонија, границе Аустрије су остале непромењене.

## Породични живот
У распону од 20 година Марија Терезија је родила 16 деце од којих је 13 преживело детињство. Прво дете, Марија Елизабета (1737—1740), родило се мало пре прве годишњице брака Марије Терезије и Франц Стефана. Дететов пол је опет узроковао велико разочарење, а разочарења ће узроковати и следећа два рођења, пошто су након Марије Елизабете уследиле још две девојчице, Марија Ана и Марија Каролина (1740—1741). Цар Карло VI није дочекао рођење унука који се родио док се Марија Терезија борила да сачува своје територије. Своје прво мушко дијете, Јозефа, назвала је по светом Јозефу, којем се током трудноће молила за сина. Најдраже дете Марије Терезије, Марија Кристина, родила се на њен 25. рођендан, четири дана пре победе над аустријском војском код Хотусице. Још петоро деце се родило током Рата за аустријско наслеђе: Марија Елизабета, Карло Јозеф, Марија Амалија, Леополд и Марија Каролина (1748—1748). Током овога периода за Марију Терезију није било одмора; рат и рађања су се морали одвијати истовремено. Петоро деце се родило током примирја између Рата за аустријско наслеђе и Седмогодишњег рата: Марија Ивана, Марија Јозефа, Марија Каролина, Фердинанд и Марија Антоанета. Своје последње дете, Максимилијана Франца, родила је током Седмогодишњег рата, у 39. години живота. Марија Терезија је често изјављивала да жели да иде у битке, али је бивала спречена непрестаним трудноћама.
Мајка Марије Терезије, царица Елизабета Кристина, умрла је 1750. године. Четири године касније умрла је грофица Марија Каролина вон Фуцхс-Молард, учитељица Марије Терезије. Марија Терезија је исказала своју захвалност грофици Фукс тако што је наредила да буде сахрањена у Царској крипти заједно с Хабзбурговцима као једина особа која није припадала тој династији.
Недуго након што је завршила рађање млађе деце, Марија Терезија се суочила са задатком проналажења брачних партнера за старију децу. Брачне преговоре је водила заједно с ратним кампањама и државним пословима. Децу је третирала с љубављу, али их је користила као пијуне у династичким играма, а њихову срећу је жртвовала за добробит државе. Била је брижна мајка и писала је својој деци најмање једном седмично, те је веровала да има ауторитет над њима, макар они били цареви и краљице.
Марија Терезија је тешко оболела од великих богиња кратко послије свога 50. рођендана. Марија Терезија је преживела, али њена снаха, Марија Јозефа Баварска, која ју је заразила, није. Марија Терезија је присилила своју кћерку, надвојвоткињу Марију Јозефу, да се моли с њом на незапечаћеном гробу царице Марије Јозефе. Надвојвоткиња Марија Јозефа, која се спремала поћи у Напуљ и удати се за напуљског краља, добила је симптоме богиња два дана касније и убрзо умрла. Млађа сестра, Марија Каролина, ју је замијенила и постала напуљска краљица. Марија Терезија је себе кривила за кћеркину смрт до краја живота будући да тада није био познат концепт продужене инкубације, те се веровало да се Марија Јозефа заразила богињама поред непрописно затвореног гроба братове супруге.
У априлу 1770. Марија Терезија је удала своју најмлађу кћерку, Марију Антонију (касније познату као Марија Антоанета), за будућег француског краља Луја XVI. Образовање Марије Антоније било је у великој мери занемарено, па се Марија Терезија трудила да образује кћерку што је могуће боље када је француски двор изразио интересовање за њу. С Маријом Антоанетом је била у константном контакту и инсистирала је да зна за све активности своје кћерке, те ју је често критиковала због њене лењости и немогућности да зачне. Није волела повученост сина Леополда, а Фердинанда је критиковала због неорганизованости, Марију Амалију због слабог познавања француског језика и охолости, те Марију Каролину због њене политичке активности. Једино дете које није константно критиковала била је Марија Кристина, која је уживала мајчино потпуно поверење, али која ипак није успела задовољити мајчина очекивања у једном погледу: није родила ниједно дете осим кћерке која је умрла недуго након рођења. Једна од највећих жеља царице Марије Терезије била је имати што је више могуће унучади, а у тренутку смрти имала је тек око 20 унучади, од којих су све најстарије преживеле кћерке биле назване по њој.

## Верска уверења и верска политика
Као и сви чланови династије Хабзбург, Марија Терезија је била римокатолкиња и то врло побожна. Веровала је да је јединство у вери неопходно за миран живот друштва и категорично одбијала идеју верске толеранције. Без обзира на своју религиозност, Цркви никада није дозволила да се меша у ствари које је она сматрала прерогативом монарха, а Рим је држала на пристојној удаљености. Контролисала је избор надбискупа, бискупа, и опата.
Њена побожност се разликовала од побожности њених претходника будући да су на њу утицале јансенистичке идеје. Активно је подржавала прелазак становништва на римокатоличанство тако што је обезбеђивала пензије преобраћеницима. Међутим, део српског становништва незадовољан преобраћивањем се иселио у Русију у области Нова Србија и Славеносрбија. Протежирала је гркокатолике и истицала њихову једнакост с римокатолицима.
Поред своје преданости хришћанству, Марија Терезија је била позната и по свом аскетском начину живљења, поготово током свог 15 година дугог удовиштва.

### Језуити
Њен однос с језуитима (исусовцима) је био врло сложене природе. Чланови овога реда су је образовали, служили као њени исповедници и као одгајатељи њеног најстаријег сина. Језуити су били моћни и утицајни у првим годинама владавине Марије Терезије. Међутим, министри Марије Терезије су је успели уверити да они представљају опасност њеном ауторитету. Уз оклијевање и жаљење, Марија Терезија је издала наредбу којом је уклонила језуите из свих институција монархије, те се потрудила да се наредба строго извршава. Забранила је публикацију буле папе Клемента XIII, у којој је била изражена подршка језуитима, те је врло брзо извршила конфискацију њихове имовине када је папа Клемент XIV укинуо тај ред.

### Јевреји и протестанти
Иако је на крају одустала од покушаја да преобрати своје некатоличке поданике на римокатоличанство, Марија Терезија је Јевреје и протестанте сматрала опасним за државу и трудила се уклонити их. Марија Терезија је вероватно била монарх с највише предрасуда према Јеврејима, пошто је наследила све традиционалне предрасуде својих предака и развила нове. Ова њена изразита особина била је продукт радикалне религиозности и није била скривана за време њеног живота. Године 1777. написала је о Јеврејима:
Не познајем већу кугу од ове расе, која својим преварама, каматарењем и похлепношћу тера мој народ на просјачење. Због тога Јевреји треба да буду држани што је даље могуће и избегавани.
Вршила је велики притисак на своје јеврејске поданике дижући изразито високе порезе. У децембру 1744. године својим министрима је предложила протјеривање свих Јевреја из својих наследних територија. Она је намеравала протерати их до 1. јануара, али је прихватила савет својих министара који су, забринути због броја будућих избјеглица, сматрали да је боље рок подужити до јуна. Протестанте је из Аустрије преселила у Трансилванију, те срезала број верских празника и монастичких редова. Године 1777. одустала је од намере да протера моравске протестанте након што је њен син, Јозеф II, цар Светог римског царства, запретио да ће абдицирати и као цар и као њен савладар. На крају је била присиљена обезбедити им неку врсту толеранције тако што им је дозволила да се самостално моле на свој начин. Јозеф је мајчину верску политику сматрао неправедном, штетном, и противном вери.
У трећој деценији своје владавине, потакнута Абрахамом Менделом Тхебеном, својим „дворским Јеврејем“ којег је вољела и радо слушала, Марија Терезија је издала едикте којим је осигурала неку врсту заштите Јеврејима. Забранила је присилно покрштавање јеврејске деце 1762. године. Следеће године је забранила католичком клеру изнуђивање новца од Јевреја, а 1764. године је наредила пуштање Јевреја који су били затворени због оптужби да су убили хришћанског дечака и његову крв користили у својим ритуалима. Без обзира на свој изражени антисемитизам, Марија Терезија је подржавала индустријску и трговачку активност Јевреја у својим државама.

## Реформе
Марија Терезија је била конзервативна по питању државних ствари као и по питању верских, али је своја лична уверења ставила по страни и по савету својих министара учинила значајне реформе које су ојачале аустријску војну и бирократску ефикасност. Задужила је грофа Фридриха Вилхелма фон Хаугвица за модернизовање царства. Хаугвиц је окупио војску од 100.000 људи који су били плаћени новцем убираним од сваке земље царства. Централна власт је била одговорна за војску. Хаугвиц је Марији Терезији предложио опорезивање племства које никада до тада није морало плаћати порез, што је она прихватила.
Марија Терезија је успјела удвостручити државни приход између 1754. и 1764. године иако су њени покушаји да опорезује клер и племство били само делимично успешни. Ове финансијске реформе су значајно поправиле економију.
Године 1760. Марија Терезија је основала државни савет којег су чини државни канцелар, три члана високог племства и три витеза. Државни савет је служио као скуп искусних људи чији је задатак био саветовати монарха. Иако државни савет није имао никакву извршну или законодавну власт, представљао је важну разлику у структури владе Аустрије, којом је владала надвојвоткиња Марија Терезија, и Пруске, којом је владао краљ Фридрих II; за разлику од Фридриха, Марија Терезија није била аутократ који је владао искључиво по својој жељи. Пруска ће овакву структуру владе усвојити тек након 1807. године.
Године 1775. Марија Терезија је успела балансирати буџет Аустрије по први пут у историји.
Реформе Марије Терезије успостављају бакрорез као важну уметнику форму. Поред представљања религијских мотива и портрета, бакрорези су кориштени у сврхе политичке пропаганде.

### Медицина
Герард ван Свитен, којег је Марија Терезија позвала из Холандије након смрти своје сестре Марије Ане, основао је највећу болницу у Европи и служио као лични лекар Марије Терезије.
Инфантилни морталитет био је велики проблем у Аустрији. Свитена је задужила да проучи проблем, а затим се показала изузетно мудром издавши декрет који је аутопсије свих болесника који умру у болницама учинила обавезним. Овај закон, који је и данас важи, резултовао је настанком најважнијих и најпотпунијих података о аутопсијама на свету. Марија Терезија је на тај начин дословно убрзала развој медицине у целом свету.
Њена одлука да подвргне своју децу инокулацији након епидемије богиња 1767. године, у којој је и сама била заражена и која је однела живот њене кћерке, била је одговорна за промену негативног мишљења љекара о инокулацији. Марија Терезија је лично увела инокулацију у Аустрију тако што је у својој палати Шенбрун угостила и лично послуживала првих 65-оро деце подвргнутих инокулацији.

### Грађанска права
Међу осталим реформама био је и Codex Theresianus, започет 1752. године и завршен 1766. године, који је дефинисао грађанско право. Године 1776. у Аустрији је забрањен лов на вештице и мучење, те је, по први пут у историји Аустрије, смртна казна укинута и замијењена радом. Марија Терезија се противила укидању мучења као методе испитивања осумњичених, по чему се драстично разликовала од сина Јозефа, у чему ју је подржавало свештенство. Марија Терезија, рођена и одгојена између барока и рококоа, никада није била у стању у потпуности превазићи наслеђене и стечене предрасуде. Било јој је изузетно тешко уклопити се у интелектуалну сферу просветитељства, те је због тога споро пратила реформе грађанских права на континенту.

### Црква
„Она је необично амбициозна и жели учинити своју династију славнијом него што је икада била.”

Писмо пруског амбасадора пруском краљу Фридриху II.

„Успеси те жене су успеси великог човјека.”

Записи пруског краља Фридриха II.
Главне реформе везане за Римокатоличку цркву су биле спроведене за вријеме владавине Марије Терезије, док су реформе за време владавине њеног сина Јозефа биле у вези с њиховим некатоличким поданицима. Црквена политика Марије Терезије, као и црквене политике њених претходника, била је базирана на супериорности владе у односима Цркве и државе, али се нису тицале црквене организације. Забранила је стварање нових гробља без претходног допуштења владе, те је тако прекинула нехигијенске и нездраве начине сахрањивања који су били поспешивали епидемије.

### Образовање
Марија Терезија је била свесна неадекватности бирократије, а знала је и да се побољшање не може очекивати ако се не одгаји нова свест друштва и не реформише образовање, што је и учинила 1775. године. Сва деца, без обзира на пол, од шесте до дванаесте године морала су похађати школу. Нови систем образовања био је базиран на пруском систему образовања. реформе образовања су биле дочекане с побунама у многим селима; Марија Терезија је ове побуне угушила наређивањем хапшења свих оних који су одбијали да школују своју децу. Иако је њена идеја била добра, реформе нису биле успешне као што је требало да буду; у неким деловима Аустрије половина становништва је још увијек била неписмена у 19. веку.
Некатолицима је дозволила да похађају универзитете и дозволила увођење секуларних предмета (попут права) у универзитете, због чега је дошло до пада теологије као главног основа универзитетског образовања.

## Удовиштво и однос са сином
Франц I, цар Светог римског царства, умро је 18. августа 1765. године док је с двором био у Инзбруку на свадби њиховог другог сина Леополда. Марија Терезија је била девастирана. Њихов најстарији син Јозеф је изабран за цара Светог римског царства. Марија Терезија је престала носити сваку врсту накита, ошишала косу, обојила собе у црно и облачила се у црнину до краја живота. Потпуно је напустила дворски живот, јавне догађаје и театар. Кроз цело удовиштво месец август и осамнаести дан сваког месеца је проводила сама у својој соби, што је негативно утицало на њено ментално здравље. Своје душевно стање по Францовој смрти је описала речима:
Сада се једва познајем. Постала сам попут животиње без правог живота или разума.
Свог најстаријег сина Јозефа је прогласила Францовим наследником на месту свог савладара. Од тада па надаље, мајка и син су имали честе идеолошке расправе. Марија Терезија је у фебруару 1766. године претрпела још један губитак: умро је Хаугвиц. Сину је препустила апсолутну контролу над војском по смрти грофа Леополда Јосефа фон Дауна.
Однос између Марије Терезије и Јозефа био је компликован због разлике у њиховим личностима. У поређењу с Маријом Терезијом, Јозеф је био интелектуално супериорнији, али мајчина доминанта личност је често изазивала Јозефово повлачење. Понекад се отворено дивила његовим талентима и постигнућима, а истовремено га критиковала иза његових леђа. Својој пријатељици је написала:
Једно друго виђамо само за вечером... Његова ћуд је гора и гора сваког дана... Молим те, спали ово писмо... Само желим избећи јавни скандал.
У другом писму, упућеном истој особи, жалила се:
Он ме избегава... Ја сам једина особа која стоји између њега и круне, па сам због тога препрека и терет. Само моја абдикација може поправити наш однос.
Наравно, на крају је била наговорена да не абдицира. Сам Јозеф је често претио да ће абдицирати као њен савладар и цар Светог римског царства, али и он је био наговорен да то не уради. Међутим, њене претње абдикацијом су ретко биле сматране озбиљним; било је познато да Марија Терезија свој опоравак од богиња 1767. године сматрала знаком да Бог жели да она влада до смрти. У Јозефовом интересу је било да она остане на пријестолу до своје смрти, јер је тако имао надређеног којег је могао окривљавати за своје неуспехе, те је тако избегавао преузимање одговорности за своје поступке.
Јозеф је с министрима испланирао поделу Пољске упркос противљењу Марије Терезије. Њен осјећај за правду ју је терао да одбаци идеју поделе државе која би наштетила народу те државе. Јозеф ју је уверио да је већ касно одбацити планове. Уз то, Марија Терезија је сама пристала на поделу Пољске када је схватила да ће пруски краљ Фридрих II Велики и руска царица Катарина II Велика поделити Пољску учествовала Марија Терезија или не. Као краљица Угарске, Марија Терезија је полагала право на Галицију и Лодомерију коју су угарски владари прижељкивали од 13. века, те је на крају и преузела ту покрајину и постала краљица Галиције и Лодомерије. Према Фридриховим речима, "што је више плакала, више је узела".

## Смрт
„Никада се не брине за здравље и ослања се само на своје кршно тело за снагу и издржљивост. Није зимогризна, те чак и усред зиме седи поред отвореног прозора. Њен лекар је озбиљно опомиње, али она се на то само смеје.”

Писмо пруског амбасадора пруском краљу Фридриху II, око 1748.
Мало је вероватно да се Марија Терезија икада у потпуности опоравила од великих богиња које је преболовала 1767. године, као што су писци из 18. века тврдили. Патила је од краткоће даха, хроничног умора, кашља, некрофобије и несанице, а касније је добила и едем. Од смрти њеног мужа па до њене властите смрти погоршавало се и њено ментално здравље.
Марија Терезија се разболела 24. новембра 1780. године, наизглед од прехладе. Њен лекар је био свестан да је болест тешка. Дана 28. новембра касније тражила је болесничко помазање, а следећег дана, у 21 сат, умрла је окружена својом децом. С њом је умрла династија Хабзбург. Јозеф, који је de iure владао заједно с мајком још од 1765. године, њеном смрћу је постао самостални владар.
Иза себе је оставила обновљено царство које је утицало на остатак Европе дуго након њене смрти. Њени наследници су се угледали на њен пример и наставили модернизовати царство. Припајање Краљевине Галиције и Лодомерије је допринело стварању још јачег мултинационалног карактера царства који ће на крају довести до његовог уништења.
Увођењем обавезног школовања као методе германизације је на крају изазвало препород чешке културе.
Марија Терезија је сахрањена заједно с мужем у Царској крипти, у гробници чију је израду наредила за живота.

## Пуна титула
Пуна титула Марије Терезије након мужеве смрти гласила је:
Марија Терезија, милошћу Божијом, царица-удовица Светог римског царства, краљица Угарске, Чешке, Далмације, Хрватске, Славоније, Галиције, Волиња, итд, надвојвоткиња Аустрије, војвоткиња Бургундије, Штајерске, Корушке и Крањске, велика војвоткиња Трансилваније, маркгрофица Моравије, војвоткиња Брабанта, Лимбурга, Луксембурга и Гелдерна, Виртемберга, Горње и Доње Шлеске, Милана, Мантове, Парме, Пјаћенце, Гуастале, Аушвица и Затора, принцеза Швабије, кнежевска грофица Хабзбурга, Фландрије, Тирола, Еноа, Кибурга, Горице, Градишке и Намура, господарица Марка и Мехлина, војвоткиња-удовица Лотарингије и Бара, велика војвоткиња-удовица Тоскане.

## Породично стабло
|  |                                                                        |  |  |  |  |  |  |  |  |  |  |  |  |  |  |  |
|  | 16. Фердинанд II, цар Светог римског царства                           |  |  |  |  |  |  |  |  |  |  |  |  |  |  |  |
|  |                                                                        |  |  |  |  |  |  |  |  |  |  |  |  |  |  |  |
|  |                                                                        |  |  |  |  |  |  |  |  |  |  |  |  |  |  |  |
|  | 8. Фердинанд III, цар Светог римског царства                           |  |  |  |  |  |  |  |  |  |  |  |  |  |  |  |
|  |                                                                        |  |  |  |  |  |  |  |  |  |  |  |  |  |  |  |
|  |                                                                        |  |  |  |  |  |  |  |  |  |  |  |  |  |  |  |
|  | 17. Марија Ана од Баварске                                             |  |  |  |  |  |  |  |  |  |  |  |  |  |  |  |
|  |                                                                        |  |  |  |  |  |  |  |  |  |  |  |  |  |  |  |
|  |                                                                        |  |  |  |  |  |  |  |  |  |  |  |  |  |  |  |
|  | 4. Леополд I, цар Светог римског царства                               |  |  |  |  |  |  |  |  |  |  |  |  |  |  |  |
|  |                                                                        |  |  |  |  |  |  |  |  |  |  |  |  |  |  |  |
|  |                                                                        |  |  |  |  |  |  |  |  |  |  |  |  |  |  |  |
|  | 18. Филип III од Шпаније                                               |  |  |  |  |  |  |  |  |  |  |  |  |  |  |  |
|  |                                                                        |  |  |  |  |  |  |  |  |  |  |  |  |  |  |  |
|  |                                                                        |  |  |  |  |  |  |  |  |  |  |  |  |  |  |  |
|  | 9. Марија Ана од Шпаније                                               |  |  |  |  |  |  |  |  |  |  |  |  |  |  |  |
|  |                                                                        |  |  |  |  |  |  |  |  |  |  |  |  |  |  |  |
|  |                                                                        |  |  |  |  |  |  |  |  |  |  |  |  |  |  |  |
|  | 19. Маргарета од Аустрије                                              |  |  |  |  |  |  |  |  |  |  |  |  |  |  |  |
|  |                                                                        |  |  |  |  |  |  |  |  |  |  |  |  |  |  |  |
|  |                                                                        |  |  |  |  |  |  |  |  |  |  |  |  |  |  |  |
|  | 2. Карло VI, цар Светог римског царства                                |  |  |  |  |  |  |  |  |  |  |  |  |  |  |  |
|  |                                                                        |  |  |  |  |  |  |  |  |  |  |  |  |  |  |  |
|  |                                                                        |  |  |  |  |  |  |  |  |  |  |  |  |  |  |  |
|  | 20. Wolfgang Wilhelm, Count Palatine of Neuburg                        |  |  |  |  |  |  |  |  |  |  |  |  |  |  |  |
|  |                                                                        |  |  |  |  |  |  |  |  |  |  |  |  |  |  |  |
|  |                                                                        |  |  |  |  |  |  |  |  |  |  |  |  |  |  |  |
|  | 10. Филип Вилхелм Палатински                                           |  |  |  |  |  |  |  |  |  |  |  |  |  |  |  |
|  |                                                                        |  |  |  |  |  |  |  |  |  |  |  |  |  |  |  |
|  |                                                                        |  |  |  |  |  |  |  |  |  |  |  |  |  |  |  |
|  | 21. Магдалена од Баварске                                              |  |  |  |  |  |  |  |  |  |  |  |  |  |  |  |
|  |                                                                        |  |  |  |  |  |  |  |  |  |  |  |  |  |  |  |
|  |                                                                        |  |  |  |  |  |  |  |  |  |  |  |  |  |  |  |
|  | 5. Елеонора-Магдалена Нојбуршка                                        |  |  |  |  |  |  |  |  |  |  |  |  |  |  |  |
|  |                                                                        |  |  |  |  |  |  |  |  |  |  |  |  |  |  |  |
|  |                                                                        |  |  |  |  |  |  |  |  |  |  |  |  |  |  |  |
|  | 22. Георг II од Хесен-Дармштата                                        |  |  |  |  |  |  |  |  |  |  |  |  |  |  |  |
|  |                                                                        |  |  |  |  |  |  |  |  |  |  |  |  |  |  |  |
|  |                                                                        |  |  |  |  |  |  |  |  |  |  |  |  |  |  |  |
|  | 11. Елизабета Амалија од Хесен-Дармштата                               |  |  |  |  |  |  |  |  |  |  |  |  |  |  |  |
|  |                                                                        |  |  |  |  |  |  |  |  |  |  |  |  |  |  |  |
|  |                                                                        |  |  |  |  |  |  |  |  |  |  |  |  |  |  |  |
|  | 23. Софија Елеонора од Саксоније                                       |  |  |  |  |  |  |  |  |  |  |  |  |  |  |  |
|  |                                                                        |  |  |  |  |  |  |  |  |  |  |  |  |  |  |  |
|  |                                                                        |  |  |  |  |  |  |  |  |  |  |  |  |  |  |  |
|  | 1. Марија Терезија                                                     |  |  |  |  |  |  |  |  |  |  |  |  |  |  |  |
|  |                                                                        |  |  |  |  |  |  |  |  |  |  |  |  |  |  |  |
|  |                                                                        |  |  |  |  |  |  |  |  |  |  |  |  |  |  |  |
|  | 24. Augustus II, Duke of Brunswick-Lüneburg                            |  |  |  |  |  |  |  |  |  |  |  |  |  |  |  |
|  |                                                                        |  |  |  |  |  |  |  |  |  |  |  |  |  |  |  |
|  |                                                                        |  |  |  |  |  |  |  |  |  |  |  |  |  |  |  |
|  | 12. Anthony Ulrich, Duke of Brunswick-Wolfenbüttel                     |  |  |  |  |  |  |  |  |  |  |  |  |  |  |  |
|  |                                                                        |  |  |  |  |  |  |  |  |  |  |  |  |  |  |  |
|  |                                                                        |  |  |  |  |  |  |  |  |  |  |  |  |  |  |  |
|  | 25. Dorothea of Anhalt-Zerbst                                          |  |  |  |  |  |  |  |  |  |  |  |  |  |  |  |
|  |                                                                        |  |  |  |  |  |  |  |  |  |  |  |  |  |  |  |
|  |                                                                        |  |  |  |  |  |  |  |  |  |  |  |  |  |  |  |
|  | 6. Лудвиг Рудолф од Брауншвајг-Волфенбитела                            |  |  |  |  |  |  |  |  |  |  |  |  |  |  |  |
|  |                                                                        |  |  |  |  |  |  |  |  |  |  |  |  |  |  |  |
|  |                                                                        |  |  |  |  |  |  |  |  |  |  |  |  |  |  |  |
|  | 26. Frederick, Duke of Schleswig-Holstein-Sønderburg-Norburg           |  |  |  |  |  |  |  |  |  |  |  |  |  |  |  |
|  |                                                                        |  |  |  |  |  |  |  |  |  |  |  |  |  |  |  |
|  |                                                                        |  |  |  |  |  |  |  |  |  |  |  |  |  |  |  |
|  | 13. Duchess Elisabeth Juliana of Schleswig-Holstein-Sønderburg-Norburg |  |  |  |  |  |  |  |  |  |  |  |  |  |  |  |
|  |                                                                        |  |  |  |  |  |  |  |  |  |  |  |  |  |  |  |
|  |                                                                        |  |  |  |  |  |  |  |  |  |  |  |  |  |  |  |
|  | 27. Eleanor of Anhalt-Zerbst                                           |  |  |  |  |  |  |  |  |  |  |  |  |  |  |  |
|  |                                                                        |  |  |  |  |  |  |  |  |  |  |  |  |  |  |  |
|  |                                                                        |  |  |  |  |  |  |  |  |  |  |  |  |  |  |  |
|  | 3. Елизабета Кристина од Брауншвајг-Волфенбитела                       |  |  |  |  |  |  |  |  |  |  |  |  |  |  |  |
|  |                                                                        |  |  |  |  |  |  |  |  |  |  |  |  |  |  |  |
|  |                                                                        |  |  |  |  |  |  |  |  |  |  |  |  |  |  |  |
|  | 28. Joachim Ernest, Count of Oettingen-Oettingen                       |  |  |  |  |  |  |  |  |  |  |  |  |  |  |  |
|  |                                                                        |  |  |  |  |  |  |  |  |  |  |  |  |  |  |  |
|  |                                                                        |  |  |  |  |  |  |  |  |  |  |  |  |  |  |  |
|  | 14. Алберт Ернст од Етингена                                           |  |  |  |  |  |  |  |  |  |  |  |  |  |  |  |
|  |                                                                        |  |  |  |  |  |  |  |  |  |  |  |  |  |  |  |
|  |                                                                        |  |  |  |  |  |  |  |  |  |  |  |  |  |  |  |
|  | 29. Anna Dorothea of Hohenlohe-Neuenstein                              |  |  |  |  |  |  |  |  |  |  |  |  |  |  |  |
|  |                                                                        |  |  |  |  |  |  |  |  |  |  |  |  |  |  |  |
|  |                                                                        |  |  |  |  |  |  |  |  |  |  |  |  |  |  |  |
|  | 7. Кристина Лујза од Етингена                                          |  |  |  |  |  |  |  |  |  |  |  |  |  |  |  |
|  |                                                                        |  |  |  |  |  |  |  |  |  |  |  |  |  |  |  |
|  |                                                                        |  |  |  |  |  |  |  |  |  |  |  |  |  |  |  |
|  | 30. Еберхард III, војвода од Виртемберга                               |  |  |  |  |  |  |  |  |  |  |  |  |  |  |  |
|  |                                                                        |  |  |  |  |  |  |  |  |  |  |  |  |  |  |  |
|  |                                                                        |  |  |  |  |  |  |  |  |  |  |  |  |  |  |  |
|  | 15. Кристина Фредерика од Виртемберга                                  |  |  |  |  |  |  |  |  |  |  |  |  |  |  |  |
|  |                                                                        |  |  |  |  |  |  |  |  |  |  |  |  |  |  |  |
|  |                                                                        |  |  |  |  |  |  |  |  |  |  |  |  |  |  |  |
|  | 31. Anna Katherina of Salm-Kyrburg                                     |  |  |  |  |  |  |  |  |  |  |  |  |  |  |  |
|  |                                                                        |  |  |  |  |  |  |  |  |  |  |  |  |  |  |  |
|  |                                                                        |  |  |  |  |  |  |  |  |  |  |  |  |  |  |  |